# Sam J. Lundwall

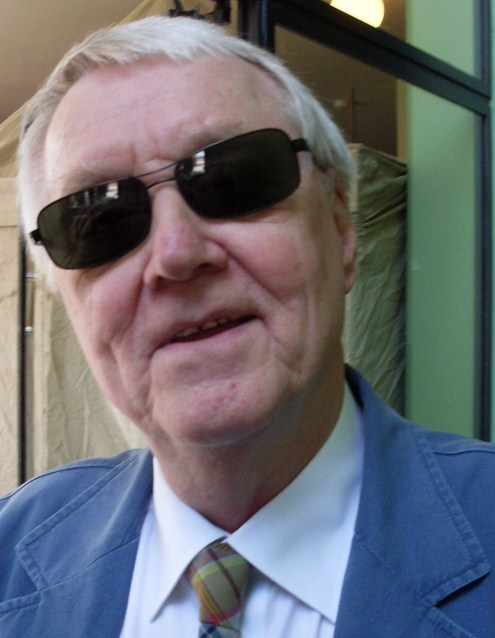
Sam J. Lundwall, 2011

Sam Thore Jerrie Lundwall (* 24. Februar 1941 in Stockholm) ist ein schwedischer Science-Fiction-Schriftsteller, Autor, Übersetzer, Verleger, Herausgeber und Sänger. Er übersetzte zahlreiche Science-Fiction-Artikel und -Werke aus dem Schwedischen ins Englische.

## Leben
Lundwall ist der Sohn eines Mechanikermeisters und einer deutschstämmigen Mutter und begann früh Science-Fiction-Geschichten zu schreiben. Als er elf Jahre alt war, sendete der schwedische Rundfunk einen seiner Texte. Er debütierte in den 1950ern als Autor für Häpna! Lundwall entwickelte sich später zu einer der treibenden Kräfte hinter der Einführung der Science-Fiction (SF) in Schweden.
In den 1960er Jahren arbeitete Lundwall als Fotograf, freiberuflicher Autor und Sänger (unter anderem mit der LP Visor i vår tid). 1968 arbeitete er als Fernsehproduzent und drehte eine Serie über Science-Fiction. Dies führte dazu, dass er 1969 im Verlag von Sveriges Radio sein erstes Buch über Science-Fiction veröffentlichte: Science Fiction: Från begynnelsen till våra dagar (1969). Das Buch erregte große Aufmerksamkeit und verschaffte ihm eine Anstellung als Lektor für deren Science-Fiction-Bücher beim neu gegründeten Verlag Askild & Kärnekull Förlag AB, wo er ab 1970 als Herausgeber sowohl der Science-Fiction-Publikation als auch eines vom Verlag ins Leben gerufenen Science-Fiction-Buchclubs fungierte. Anschließend übersetzte er dieses Werk ins Englische, wo es 1971 in den USA unter dem Titel Science Fiction: What It's All About veröffentlicht wurde.
Im Sommer 1973 verließ er Askild & Kärnekull und widmete sich stattdessen Delta Förlag, das er gemeinsam mit dem Literaturagenten Gunnar Dahl leitete. Bis Ende der 1980er Jahre wurden bei Delta rund 200 SF-Titel veröffentlicht – die größte Investition in Science-Fiction, die Schweden jemals getätigt hat. Danach, in den 1990er Jahren, veröffentlichte Lundwall weiterhin Science-Fiction im familieneigenen Verlag Sam J. Lundwall Fakta & Fantasi.
Zwischen 1972 und 2009 war Lundwall Herausgeber der Zeitschrift Jules Verne-Magasinet, die ursprünglich von 1940 bis 1947 als Wochenzeitschrift erschien und 1968 vom Journalisten und Science-Fiction-Enthusiasten Bertil Falk in Malmö wiederbelebt wurde. 1972 übergab Falk das Magazin an Askild & Kärnekull, wo es von Lundwall herausgegeben wurde, der das Magazin dann zunächst zu Delta und dann zu Fakta & Fantasi mitnahm. Im Zusammenhang mit dem letztgenannten Wechsel fusionierte das Magazin mit Sam J. Lundwalls eigenem Magazin Science Fiction Nytt und änderte seinen Namen in Jules Verne-Magasinet. Science Fiction Nytt.
Lundwall engagiert sich sehr in der Fangemeinde. So organisierte er beispielsweise 1961, 1963, 1973, 1975, 1977 und 1979 Kongresse in Stockholm. Er war Vorstandsmitglied und (zweimal) Vorsitzender von World SF sowie nordeuropäischer Koordinator der Science Fiction Writers of America. Er war auch als Übersetzer sehr produktiv. So übersetzte er zahlreiche englische Titel ins Schwedische, darunter solche von John le Carré, Isaac Asimov, Robert Louis Stevenson, Karel Čapek, Nathaniel Hawthorne, Ken Follett und Philip Roth, aber auch die Autobiografie von Bill Clinton.

## Bibliografie

### Belletristik
- Visor i vår tid (1966)
- No Time for Heroes (1970)
  - Schwedisch: Inga hjältar här (1972)
- Alice's World (1970)
  - Schwedisch: Alice, Alice! (1974)
  - Deutsch: Alices Welt. Übersetzt nach dem englischsprachigen Text von Uwe Anton. 1985. ISBN 3-548-31113-X
- Uppdrag i universum (1973)
  - Englisch: Bernhard the Conqueror (1973, Übersetzung von Lundwall)
  - Deutsch: Bernhards kosmische Reise. Eine Science-fiction-Satire. Übersetzt nach dem englischsprachigen Text von H. W. Fabry. 1987. ISBN 3-548-31149-0
- King Kong Blues: en berättelse från år 2018 (1974)
  - Englisch: 2018 AD, or The King Kong Blues (1975, Übersetzung von Lundwall)
  - Deutsch: 2018 oder Der King Kong Blues. Übersetzt nach dem englischsprachigen Text von Uwe Anton. Herausgegeben und mit einem Nachwort von Herbert Franke. 1984, ISBN 3-548-20450-0
- Bernhards magiska sommar (1975)
- Mörkrets furste, eller, Djävulstornets hemlighet (1975)
- Tio sånger och Alltid Lady Macbeth (1975)
- Gäst i Frankensteins hus (1976)
- Mardrömmen (1977)
- Fängelsestaden (1978)
- Flicka i fönster vid världens kant (1980)
- Crash (1982)
- Tiden och Amélie (1986)
- Frukost bland ruinerna (1988)
- Gestalter i sten (1988)
- Vasja Ambartsurian (1990)
- Zap! (1992)
- Staden vid tidens ände eller Sam Spade i kamp mot entropin (1993)

### Kurzgeschichten
- Den fyrdimensionella rumsmultiplikatorn (1965)
  - Deutsch: Der vierdimensionale Raummultiplikator. In: Lichtjahr 1. Das Neue Berlin, 1980.
- Nobody Here But Us Shadows (1975)
  - Deutsch: Schatten. In: Herbert W. Franke (Hrsg.): Science Fiction Story Reader 8. Heyne SF&F #3549, 1977, ISBN 3-453-30443-8. Auch als: Nichts. In: Irma Entner, Heinz Entner (Hrsg.): Wiedersehen beim Sirius. Das Neue Berlin, 1979.
- Take Me Down the River (1979)
  - Deutsch: Nimm mich mit zum Fluß hinunter. In: Maxim Jakubowski (Hrsg.): Quasar 2. Bastei Lübbe Science Fiction Bestseller #22019, 1980, ISBN 3-404-22019-6.
- Time Everlasting (1986)
  - Deutsch: Immerwährende Zeit. In: Nova, #15, 2009.
- A Moderately Dull Day in the Life of a Bored Demi-God. A Short Moral Tale (1988)

### Sachliteratur
- Bibliografi över science fiction & fantasy 1830-1961 (1962)
- Bibliografi över science fiction & fantasy 1772-1964 (1964)
- Science fiction: Från begynnelsen till våra dagar (1969)
- Science Fiction: What it's All About (1971)
- Bibliografi över science fiction & fantasy 1741-1973 (1974)
- Utopia - dystopia (1977)
- Science fiction: An Illustrated History (1977)
- Utopier och framtidsvisioner (1984)
- Bibliografi över science fiction & fantasy 1974-1983 (1985)
- En bok om science fiction, fantastik, futurism, robotar, monster, vampyrer, utopier, dystopier och annat märkvärdigt och oväntat och osannolikt (1993)
- Bibliografi över science fiction & fantasy 1741-1996 (1997)